# Parapitècids
Els parapitècids (Parapithecidae) són una família extinta de primats antropoïdeus de l'infraordre dels haplorrinis que visqueren a Àfrica, Àsia i Sud-amèrica des de l'Eocè superior fins a l'Oligocè inferior, fa entre 28,1 i 38 milions d'anys. Se n'han trobat restes fòssils a Algèria, Egipte, Kenya, Líbia, Oman i el Perú. Són un dels pocs tàxons de mamífers dels quals hi ha proves convincents que reeixiren a fer la travessia de l'Atlàntic, que aleshores feia entre 1.500 i 2.000 km entre Àfrica i Sud-amèrica, coincidint amb la important caiguda del nivell del mar en aquell temps. Les seves relacions amb els altres antropoïdeus continuen sent objecte de debat.